# Caulophilus elongatus
Caulophilus elongatus (лат.) — ископаемый вид жесткокрылых насекомых рода Caulophilus из семейства долгоносиков (Curculionidae). Обнаружены в эоценовом доминиканском янтаре (остров Гаити, Карибский бассейн, Северная Америка).

## Описание
Длина тела 2,7 мм, длина рострума 0,9 мм (он в 8,3 раза длиннее своей ширины). Тело коричневое, с несколькими короткими полуотстоящими щетинками. Жгутик усика 7-члениковый. Пронотум и надкрылья сплюснутые с крупными пунктурами. Ноги длинные, коготки крупные, свободные, без зубчиков. Близок к ископаемому виду Caulophilus swensoni Davis and Engel, 2007 из Доминиканского янтаря. Вид был впервые описан в 2015 году американским палеоэнтомологом Джорджем Пойнаром (George Poinar Jr; Department of Integrative Biology, Oregon State University, Корваллис, Орегон, США) и российским колеоптерологом Андреем Легаловым (Институт систематики и экологии животных СО РАН, Новосибирск, Россия) вместе с видами Dryotribus pedanus, Ogygius obrieni, C. ruidipunctus, C. camptus и другими. Название вида C. elongatus происходит от латинского слова elongatus (вытянутый) по признаку длинного рострума.